# 신송초등학교
신송초등학교는 대한민국 충청북도 청주시 상당구에 있는 초등학교다.

## 학교 연혁
- 1947. 02. 12 남일공립국립학교 신송분교장 설립인가
- 1950. 05. 31 신송국민학교 설립 인가
- 1950. 06. 01 신송국민학교 개교(378명)
- 1952. 03. 03 제1회 졸업식 거행(52명)
- 1984. 03. 01 병설유치원 설립인가
- 1996. 03. 01 신송초등학교로 개칭
- 2015. 02. 16 제31회 병설유치원 수료식 거행(총 졸업생수 155명)
- 2015. 02. 17 제64회 졸업식 거행 12명 졸업(총 졸업생수 3,297명)
- 2015. 03. 01 제20대 이현숙 학교장 부임